# 约瑟普·雷伊奇
约瑟普·雷伊奇（1965年7月24日—），克罗地亚男子赛艇运动员。他曾代表南斯拉夫参加1980年夏季奥林匹克运动会赛艇比赛，获得男子双人单桨无舵手铜牌。